# Pincé
Pincé é uma comuna francesa na região administrativa do País do Loire, no departamento de Sarthe. Estende-se por uma área de 5.76 km². Em 2010 a comuna tinha 200 habitantes (densidade: 34,7 hab./km²).